# THC (revista)
THC es una revista argentina, publicada también en Uruguay, dedicada a noticias y cultura canábica. Su primer número apareció en 2006, la publicación utiliza papel satinado; es el primer medio de este tipo en el país. 
La publicación trata temas relacionados con la cultura cannábica, entre ellos temas tales como política, legales, cultura,  arte, sociedad, cultivo, cocina, reducción de daños, otras sustancias psicoactivas y no psicoactivas.
La publicación, como su nombre lo indica (THC son las siglas de Tetrahidrocannabinol, principal constituyente psicoactivo del cannabis), trata la totalidad de la temática relacionada al cannabis y el fenómeno sociocultural del uso de sustancias psicoactivas. Todo esto haciendo especial énfasis en la responsabilidad del usuario, las conductas de Reducción de Daños como el autocultivo de cannabis (que protege la salud del consumidor y lo aleja del narcotráfico) y la búsqueda de políticas de drogas más humanas, justas y eficaces. A su vez, la revista aborda en forma amplia los diversos enfoques y modelos alternativos de relación del hombre con la naturaleza y con el resto de los hombres, basados en el respeto por las libertades individuales y el medio ambiente, y reflejados en prácticas de sustentabilidad, permacultura y energías renovables.
Los temas se abordan mediante información objetiva, desde un enfoque profesional, periodístico, creativo y responsable. El personal que realiza la revista está compuesto por un equipo multidisciplinario que ronda las cuarenta personas, entre los cuales se encuentran profesionales de reconocida trayectoria en distintos medios, así como asesores médicos, científicos e investigadores, agrónomos, psiquiatras, sociólogos y juristas.
Su director es Sebastián Basalo. El lema de la publicación es: «La Revista de la Cultura Cannábica». Figuras como Moria Casán, Capusotto, Vicentico y Dady Brieva, han sido tapa de la revista.